# Histoire de la frontière sur le mont Blanc

L'actuelle frontière entre la France et l'Italie dans le massif du Mont-Blanc a été établie en application du traité de Turin (1860).
Son parcours fait cependant l'objet de trois points de contestation, concernant d'est en ouest les versants valdôtains du col du Géant, du mont Blanc au mont Blanc de Courmayeur, et du dôme du Goûter : l'interprétation italienne place la frontière sur la ligne de partage des eaux principale des Alpes, alors que pour la France, elle se situe sur le versant adriatique. La partie de la frontière la plus emblématique et la plus discutée se trouve au sommet du mont Blanc, point culminant des Alpes : il est placé entièrement en France sur les cartes françaises alors que les cartes italiennes le représentent partagé entre les deux pays.

## Secteurs litigieux
Bien que le tracé officiel de la frontière franco-italienne figure précisément sur les conventions, cartes et procès-verbaux de délimitation en application du traité de Turin (1860), la limite de souveraineté se situe toujours, pour les autorités italiennes, sur la ligne de partage des eaux (en référence au traité d'Utrecht de 1713) tandis qu’elle se trouve, pour les autorités françaises, en certains points un peu en contrebas sur la ligne de rupture de pente des plateaux et du dôme neigeux (sur la base du traité de Paris de 1796).

### Dôme du Goûter
Selon la version italienne, la frontière suit la ligne de crête du col de Bionnassay jusqu'au sommet du dôme du Goûter (en passant par le piton des Italiens), puis rejoint le col du Dôme avant de rejoindre l'arête des Bosses à la Grande Bosse.
Pour les Français, la frontière quitte la ligne de crête avant le dôme du Goûter vers 4 260 m pour la rejoindre vers 4 450 m en dessous de la Grande Bosse. Le dôme du Goûter et le col du Dôme sont ainsi entièrement en France.
Sur les cartes topographiques des Instituts géographiques français (IGN) et italien (IGM), l'abri Vallot et les rochers Foudroyés sont entièrement en France.

### Mont Blanc
Pour les Italiens, la frontière suit l'arête des Bosses jusqu'au sommet du mont Blanc, puis redescend jusqu'au col de la Brenva en passant par les petits Mulets : le mont Blanc de Courmayeur, le col Major et le rocher de la Tourette sont entièrement en Italie.
Selon la version française, la frontière quitte l'arête des Bosses au rocher de la Tournette (4 677 m) pour suivre la ligne de rupture de pente au-dessus des versants Miage, Brouillard, Frêney et Brenva du mont Blanc, en passant par le mont Blanc de Courmayeur, pour rejoindre la ligne de crête en haut du mur de la Côte vers 4 450 m : le sommet du mont Blanc, la Tourette et le col Major sont entièrement en France. Conformément à cette représentation, un arrêté préfectoral de 1946 départage la zone entre les communes de Chamonix et de Saint-Gervais.

### Col du Géant
Selon la version italienne, la frontière passe par le col du Géant depuis la pointe Helbronner jusqu'à l'arête rocheuse des aiguilles Marbrées : le refuge Torino est entièrement en Italie.
Pour les Français, la frontière suit la crête rocheuse depuis la pointe Helbronner jusqu'au refuge Torino avant de rejoindre la crête rocheuse des aiguilles Marbrées : le col du Géant est entièrement en France,.

### Carte suisse
Jusqu'en 2013, la carte topographique officielle suisse adoptait le point de vue français sur ces trois zones litigieuses, voisines du territoire helvétique. Depuis 2018, elle les indique par des hachures correspondant à un « statut de territoire contesté ».

## Situation dans les États de Savoie

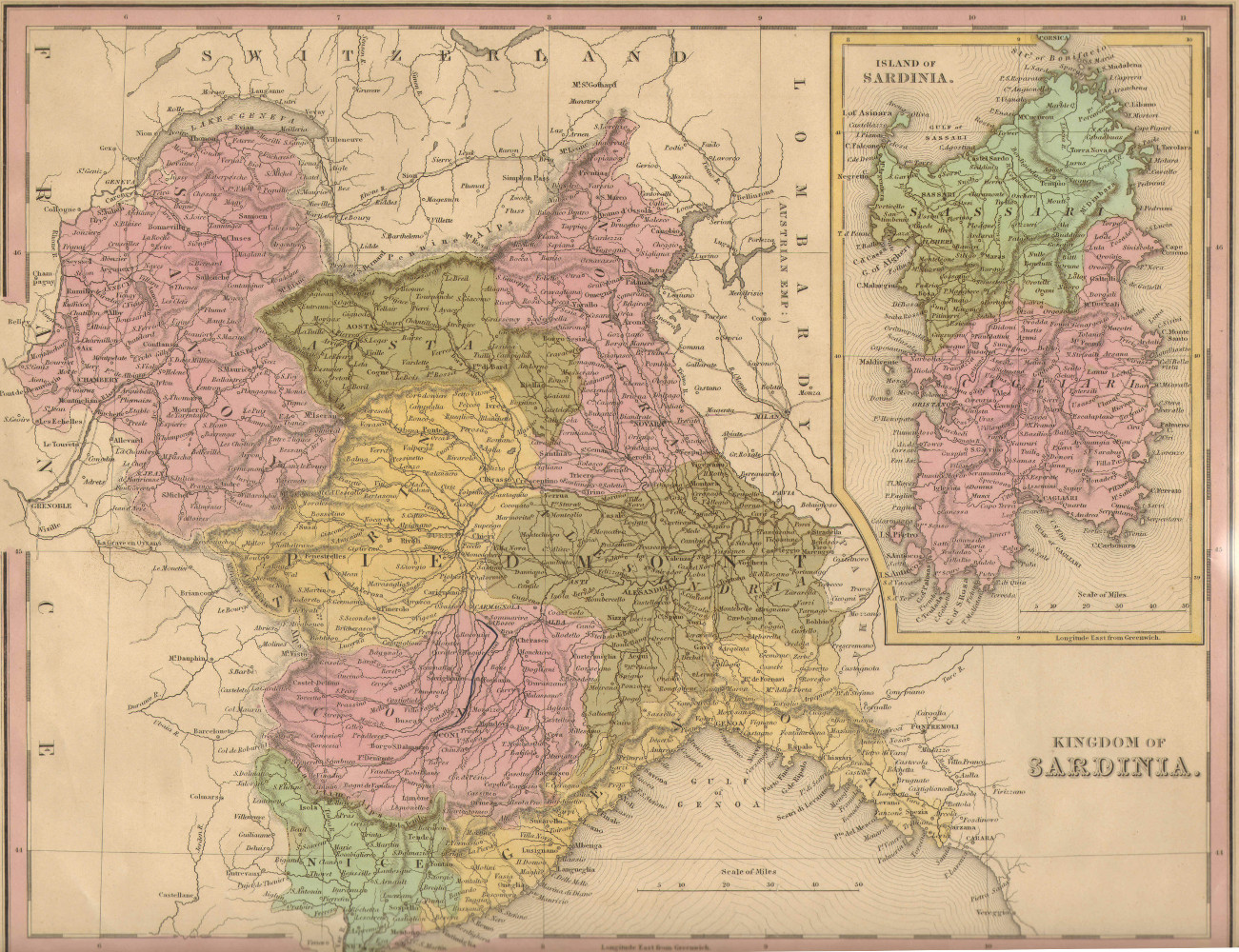
Royaume de Sardaigne (1839).

Avant les guerres révolutionnaires, la question de la souveraineté sur le mont Blanc ne pose aucune difficulté : le duché de Savoie et la vallée d'Aoste font partie d'un seul pays, les États de Savoie. Aucune frontière étatique ne traverse donc le massif à cette époque.

## Révolution et Empire: la Savoie devient française
Le 24 septembre 1792, les forces françaises pénètrent en Savoie, qui est annexée le 27 novembre. Vaincu par les troupes de Napoléon à plusieurs reprises, le roi de Sardaigne reconnaît de jure les annexions et cède la Savoie (et Nice) à la France par le traité de Paris du 15 mai 1796. Pour la première fois, une frontière internationale traverse donc le massif.
Selon l'article 4 de ce traité, la limite « passe par les points les plus avancés du côté du Piémont, des plateaux, sommets et autres lieux ci-après désignés, ainsi que des sommets ou plateaux intermédiaires, savoir : en commençant au point où se réunissent les frontières du ci-devant Faucigny, duché d'Aoste et du Valais, à l'extrémité des Glaciers ou Monts-Maudits : 1° les sommets ou plateaux des Alpes, au levant du Col-Mayor ; 2° le Petit-Saint-Bernard […] ». Selon Nicolas Jacob, cet acte donne lieu à un procès-verbal d’abornement, dressé en 1797 au Val Ferret (territoire de la commune de Courmayeur), d'où sont visibles le sommet du mont Blanc et le mont Blanc de Courmayeur, la frontière demeurant visible de la commune de Chamonix comme de celle de Courmayeur.
Cette première annexion prend fin avec l'exil de Napoléon à l'île d'Elbe : le traité de Paris du 30 mai 1814 restitue au royaume de Sardaigne la partie orientale de la Savoie — les États de Savoie retourneront à leurs frontières originelles en 1815.

## De 1814 à 1860: la Savoie de nouveau sous souveraineté sarde

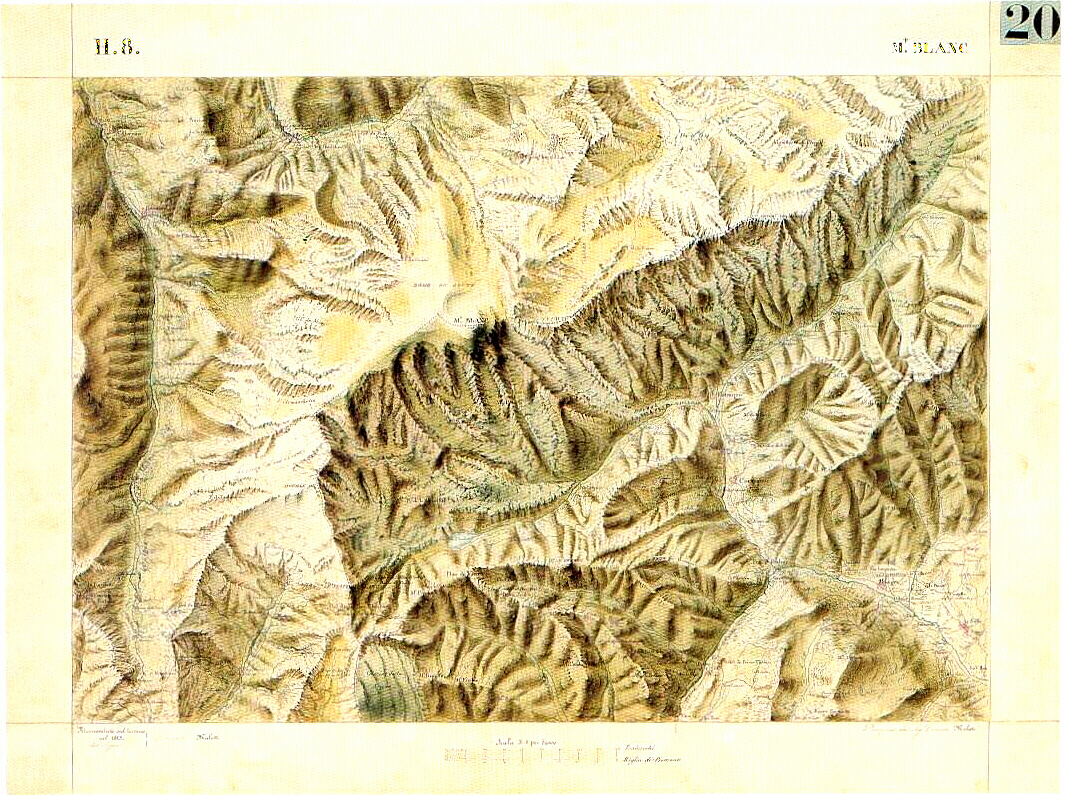
La carte d'état-major sarde de 1823.

Même s'il ne court plus de frontière internationale au sein du massif, une frontière intérieure des États de Savoie — appartenant au royaume de Sardaigne avec sa capitale Turin — y sépare le duché d'Aoste et le duché de Savoie. Celle-ci est représentée à deux reprises sur des documents militaires sardes.
En 1823, l’état-major sarde charge le lieutenant Felice Muletti de dessiner une carte du massif du Mont-Blanc ; sur cette carte, la limite administrative des deux duchés pourrait[réf. nécessaire] passer par le sommet et rejoindre le mont Blanc de Courmayeur. En 1854, le capitaine (futur lieutenant-colonel) Vittorio Federici, officier d’état-major sarde et commissaire du Roi (il signe le 25 novembre 1860 le protocole de Nice et en septembre 1862 le procès-verbal de démarcation de la frontière), fait figurer un autre tracé, qui ne passe pas par le mont Blanc de Courmayeur mais passe sans ambiguïté par le sommet du mont Blanc, repéré par un triangle - symbolisant un sommet - et avec l'indication d'une altitude (voir extrait de carte illustrant le paragraphe relatif à la carte Mieulet ci-dessous), sur l’Atlas officiel sarde. La valeur juridique de ces cartes - à la différence de celles qui sont annexées aux traités conclus entre la France et le royaume de Sardaigne - est toutefois inconnue[réf. nécessaire] en l'absence d'éléments juridiques clairs : on ne sait pas si l'état-major sarde avait, en droit national, la mission de représenter sur des cartes les limites administratives du royaume et, partant, si les limites représentées par le lieutenant Muletti en 1823 et le capitaine Federici en 1854 étaient opposables aux tiers. La même question se pose d'ailleurs en France pour la carte Mieulet de 1865 ou les cartes successives des armées puis de l'IGN.

## 1860: nouvelle cession de la Savoie à la France
En route vers la constitution de l'unité italienne, Victor-Emmanuel II de Savoie reçoit l'aide militaire et diplomatique de la France ; celle-ci a un prix : les États sardes de Savoie et Nice. Le 24 mars 1860, par le traité de Turin, ils sont cédés à la France.
Plusieurs actes diplomatiques complètent ce traité. Un « protocole réglant les bases de la délimitation entre la Sardaigne et la France », signé le 27 juin à Paris organise les travaux qui conduisent à la signature à Nice le 26 novembre puis à Turin le 16 février 1861 d'un « protocole dressé pour fixer la délimitation entre la France et la Sardaigne ». Puis à Turin le 7 mars 1861, une « Convention de délimitation des frontières » reprend le texte du protocole du 25 novembre (en le complétant de diverses dispositions douanières). Enfin, un « procès-verbal d'abornement » clôt le 26 septembre 1862 cette succession d'actes bilatéraux.
Les deux protocoles de 1860 et la convention de 1861 reprennent la même formule : « Du côté de la Savoie, la nouvelle frontière suivra la limite actuelle entre le Duché de Savoie et le Piémont » ; le premier protocole autorise en outre les commissaires chargés de la « reconnaissance » de la nouvelle frontière à effectuer quelques « rectifications de détail » — rectifications qui sont détaillées dans le protocole suivant puis reprises à la convention de délimitation, mais ne concernent pas le secteur inhospitalier du mont Blanc.
Également, les commissaires conviennent dans le protocole de Nice « qu'ils admettront comme documents topographiques pour la crête des Alpes la carte au 1/50000 de l'État-Major sarde. »
Le procès-verbal d'abornement de la frontière dressé à Turin le 26 septembre 1862 par les plénipotentiaires des deux pays et ratifié par les deux gouvernements, rappelle que « les commissaires, se reportant à l'article 1er de la convention signée à Turin le 7 mars 1861, où il est dit que la nouvelle frontière suivrait l'ancienne limite entre le duché de Savoie et le Piémont, ont reconnu que cette limite avait son origine au sommet du mont Grapillon. Ce sommet, inaccessible d'ailleurs, a dès lors été considéré par eux comme le point de départ de la frontière qu'ils avaient à tracer ; or, comme la limite entre le duché de Savoie et le Piémont suivait la grande chaine des Alpes, d'après le dernier paragraphe de la convention déjà citée, les commissaires ont recherché les cols importants où des bornes devaient être établies. Ces cols sont au nombre de 13, savoir : 1° Le col de la Seigne ; 2° Le col du petit Saint Bernard » : la frontière suit par conséquent un parcours de cime en cime.
Sont enfin annexés au protocole de Nice (en tant qu'annexe 1) puis à la convention de Turin (comme annexe 3) la « carte au 1/50000 de la frontière de la Savoie depuis le mont Grapillon, du côté suisse, jusqu’au mont Thabor où la limite de la Savoie rejoint la frontière de la France. » Au procès-verbal du PV du 26 septembre 1862 est annexée, « Sous le no 3, la carte au 50/1000 de la frontière de la Savoie depuis le mont Grapillon jusqu'au rocher du Chardonnet ». La carte annexée au PV d'abornement du 26 septembre 1862 est intitulée légèrement différemment du texte du PV : « carte indiquant le tracé de la frontière entre la France et l'Italie depuis le mont Grapillon jusqu'au rocher du Chardonnet », conservée au service des archives de Turin. Les partisans de la thèse italienne (Guido Marrese, les époux Aliprandi ou Paul Guichonnet, notamment) y voient un tracé par le sommet du mont Blanc, les tenants de la thèse française (ainsi Charles Durier en 1877 ou une note de l'IGN en 1946) y voient un passage sous le sommet du mont Banc à plusieurs dizaines ou centaines de mètres.
Ce traité sur les frontières avec ses conventions d'application est actuellement toujours en vigueur en France et en Italie.
Selon Nicolas Jacob, le tracé issu des conventions d’application de ce traité entre les deux nations et approuvé par les commissaires des deux pays est le seul juridiquement valable.

## Le mont Blanc auXIXesiècle
Le massif et son sommet sont cités dans plusieurs publications françaises, italiennes ou internationales (notamment celles qui sont mentionnées ci-après), y compris avec une appartenance du mont Blanc à la Suisse,.
Adriano Balbi cite en 1819 « le mont Blanc en Savoie. »
Un Guide du voyageur en Italie, édité à Milan en 1836, explique que « Le mont Blanc s'élève en Savoie entre la vallée de Chamouny et d'Entrèves. »
Selon un ouvrage de 1841 : « l'Etna est la plus haute montagne de Sicile, et peut-on dire de toute l'Europe, à l'exception du Mont Blanc en Savoie. »
Un ouvrage collectif de 1843 publié à Bruxelles par Auguste Wahlen, le Nouveau dictionnaire de la conversation; ou, Répertoire universel ..., indique à propos de la Savoie que « cet ancien duché, formant aujourd'hui l'une des divisions du royaume sarde » : « les sommités les plus hautes de cette chaîne [Les Alpes] se trouvent sur son territoire : le géant des Alpes, le mont Blanc, s'y élève à une hauteur de 14 700 pieds [...] », et la montagne figure dans les « Éléments de géographie moderne » par Francesco Ghibellini en 1853.
Le récit de l'expédition scientifique d'un envoyé spécial du roi de Prusse, le docteur W. Pitschner, qui s'est déroulée du 30 août au 16 septembre 1861, décrit par le commissaire spécial de Chamonix E. de Catelin, s'ouvre sur la citation d'un chroniqueur français qui venait de faire l'ascension : « Le mont Blanc devient banal depuis qu'il est français. »
Si ces publications peuvent être invoquées en faveur du passage de la frontière au moins par le sommet du Mont Blanc, elles ne prouvent cependant pas que ce sommet a été intégralement attribué à la Savoie.
La première revendication italienne publiée et donc connue sur le partage du mont Blanc remonte, selon Laura et Giorgio Aliprandi, à 1888, soit 18 ans après la réunion de la Savoie à la France.

## 1865: la carte topographique du capitaine Mieulet

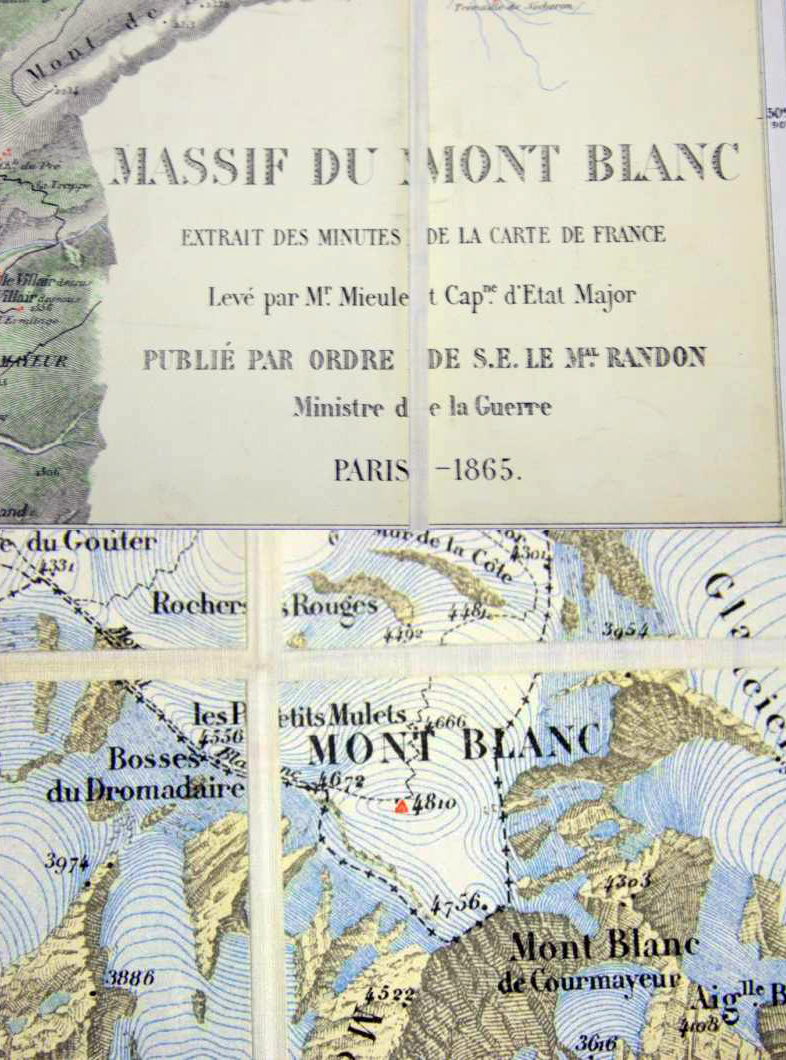
Le frontispice et le secteur du mont Blanc sur la carte du capitaine Mieulet.

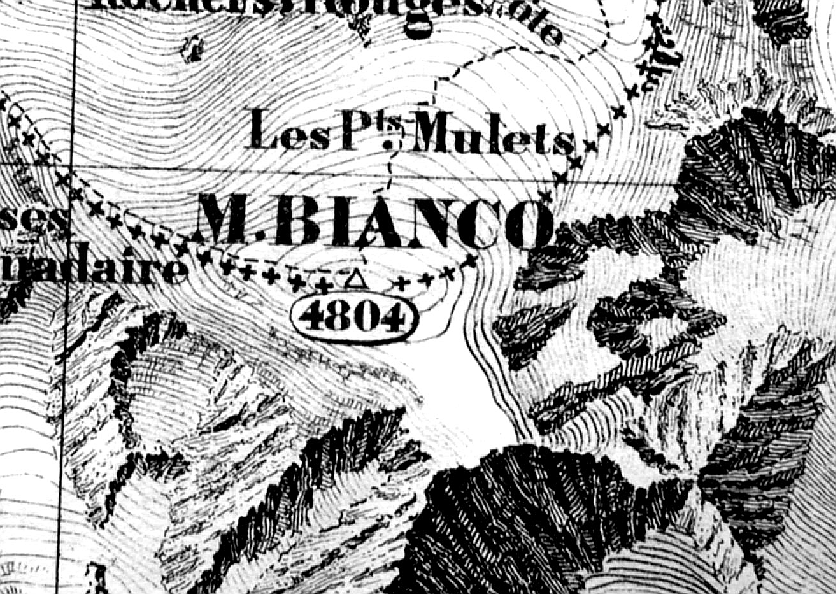
Extrait de la planche de l'Atlas sarde de 1869 (levé de 1856). Doc. IGN.

En 1865, un cartographe de l'armée, le capitaine Jean-Joseph Mieulet, est chargé de dresser la carte d'état-major française pour le massif du mont Blanc. C'est sur cette carte qu'apparaît pour la première[réf. nécessaire] fois le tracé selon lequel la frontière contourne les glaciers sommitaux du mont Blanc. Selon cette version cartographique, le sommet se trouverait donc exclusivement en territoire français. Ce tracé est reproduit à l'identique par les éditions successives de la carte d'état-major, puis sur les cartes de l'Institut géographique national lorsque cet organisme civil prend le relais de l'armée.
Dans le récit qu'il fait quelques jours après son ascension du mont Blanc, le 14 juillet 1863, Mieulet raconte : « Chargé de faire le levé topographique du massif compris entre le col d'Argentières et celui du Miage, je voulais déterminer la position de la cabane des Grands-Mulets et sa hauteur au-dessus de la mer, dessiner la forme du sommet du Mont-Blanc et chercher, en même temps, l'arête-frontière entre la France et l'Italie. J'ai été assez heureux pour remplir mon but. [...] Au milieu de toutes ces grandes choses de la nature, je n'ai pas oublié mon travail : la géodésie m'ayant donné la position et la hauteur du sommet, je n'avais plus qu'à en prendre la forme ; ce n'est point un dôme, comme on pourrait le croire de loin, mais bien une arête horizontale de 20 mètres de longueur et 1 mètre de largeur [...] Au sud la pente est bien moins rapide et se relève en berceau pour former une saillie du côté de l'Italie. j'ai pu voir en même temps, depuis l'aiguille du Miage jusqu'aux Grandes Jorasses, l'arête-frontière, qu'il me sera maintenant facile de retrouver dans la suite de ma reconnaissance [...] Après avoir pris la forme et cherché la limite entre la France et l'Italie, j'ai repris à regret le chemin de Chamonix. »
En revanche, à la même période les documents édités par les autorités italiennes — ainsi l'Atlas sarde de 1869, édition de levés effectués antérieurement au traité de Turin — continue de représenter la frontière le long de la ligne de crête en conformité avec la division administrative historique entre Savoie et Vallée d'Aoste.
En 1877, Charles Durier affirme : « Quand le Mont-Blanc fut devenu célèbre, on attacha plus de prix à sa possession. En 1792, il donne son nom au premier département qui ait été réuni à la France. En 1860, l'honneur de le posséder inspire un acte de courtoisie internationale. Après la cession de la Savoie, les Alpes devant former désormais la séparation de l'Italie et de la France, il était naturel que la ligne frontière suivît le faîte de la chaîne. Une offre gracieuse du gouvernement italien fit exception pour le Mont-Blanc, et la frontière s'infléchit sur le versant méridional, à 150 mètres environ au-dessous de la cime, qui resta exclusivement française. »
Selon les auteurs d'un livre publié récemment en France et en Italie, la carte topographique du capitaine J.-J. Mieulet est sans valeur juridique historique.

## L'arrêté préfectoral du 21 septembre 1946

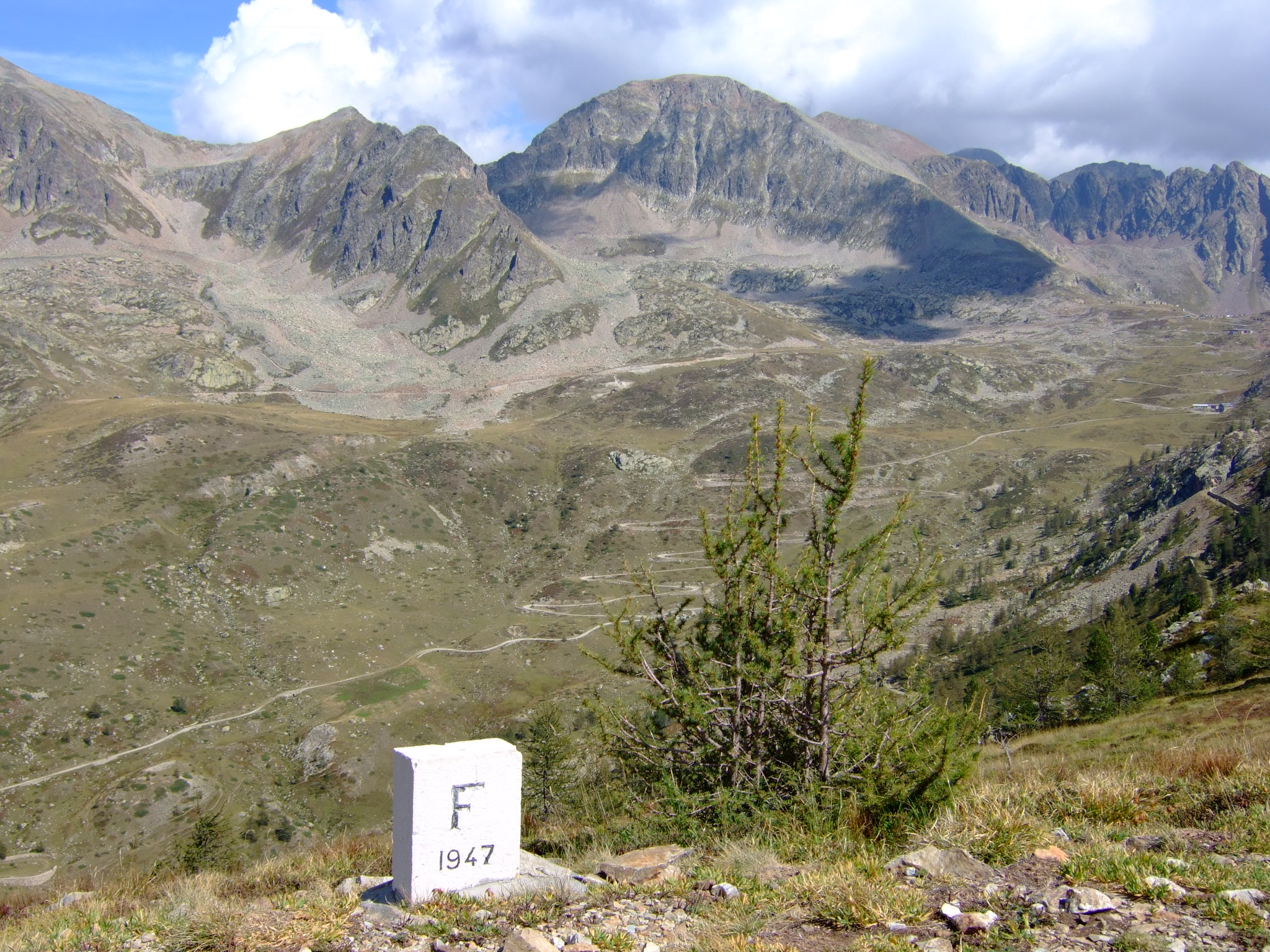
Borne délimitant la nouvelle frontière de 1947 près du col de la Lombarde.

Alors que la Seconde Guerre mondiale vient de s'achever par la défaite des puissances de l'Axe, un nouveau conflit territorial, encore plus mineur, vient se greffer sur la question de la frontière internationale. Trois communes françaises, Saint-Gervais-les-Bains, Les Houches et Chamonix-Mont-Blanc, se disputent les glaciers du massif du mont Blanc. Ce différend n'est pas tout à fait nouveau puisque déjà en 1881[réf. nécessaire] il avait fallu ajourner la délimitation précise des communes au sein du massif.
Après consultation des conseils municipaux intéressés et du conseil général de la Haute-Savoie, le préfet partage par un arrêté du 21 septembre 1946 le secteur du dôme du Goûter et du mont Blanc entre les trois communes. En détaillant les limites communales, cet arrêté — auquel est annexé un croquis — du représentant de l’État en Haute-Savoie adopte l'interprétation du tracé frontalier qui place le sommet du mont Blanc intégralement en territoire français, en le divisant de manière égale entre les communes de Saint-Gervais et Chamonix.
Le tracé retenu dans cet arrêté est toujours celui du cadastre de Saint-Gervais : le territoire communal y est d'un seul tenant, la limite avec Chamonix suivant la crête du Goûter et des Bosses et la frontière italienne suivant à peu près une ligne droite entre le Mont-Blanc de Courmayeur et le Piton des Italiens. Selon le cadastre, le territoire communal de Saint-Gervais englobe donc la partie supérieure de la face Sud sous la Tournette et les Bosses[réf. nécessaire].
Ce tracé diffère encore de celui qui apparaît sur les cartes d’état-major françaises, qui figurent[réf. nécessaire] d'abord la limite orientale de la commune de Saint-Gervais à la Grande Bosse, au-dessus du refuge Vallot, puis à partir des années 1980 une enclave de la commune de Saint-Gervais sur la partie moins raide en haut de la face du Miage du mont Blanc, concédant à l'Italie le reste de ce versant Sud y compris la face Sud de la Tournette et des Bosses.
Tandis que la partie allouée à la commune de Chamonix se situe en territoire français selon le tracé officiel de la frontière défini à la suite du traité entre l'Empire français et le royaume de Sardaigne, l'enclave de la commune de Saint-Gervais se situe, elle, en territoire italien et, conformément à cette délimitation de 1860, le plan local d'urbanisme de 2016 établi pour la commune de Saint-Gervais mentionne quant à lui que son enclave se situe du côté italien de la frontière.
L'érudit italien Pino Crespi, s'intéressant à l'historique de cet arrêté préfectoral, a retrouvé une note datée du 5 juin 1946 établie par le ministère des Affaires étrangères français. Outre le fait que son existence prouve que l'arrêté préfectoral a été préparé par des travaux effectués au niveau ministériel (elle se réfère à une note de l'Institut géographique national et à une lettre du ministère des Travaux publics), cette note démontre que la position finalement prise par le préfet de Haute-Savoie ne faisait pas l'unanimité au sein de l'administration française. Citons-en quelques extraits significatifs : « Le procès-verbal de délimitation du 2 Thermidor An IV auquel renvoie la convention de délimitation du 18 mars 1861 ne permet pas d'établir que le point le plus élevé du mont Blanc soit tout entier en territoire français. Il en résulte, au contraire, que la ligne frontière venant de l'aiguille de Bionnassay (ou de Miage) à l'ouest aborde le point culminant (4 807 m) en suivant l'arête depuis la cote 4 428 m, et en passant par les Rochers de la Tournette (4 677 m, carte Vallot), pour aboutir au mont Blanc de Courmayeur (4 748 m) où, brusquement, elle s'oriente vers le nord en direction du mont Maudit. […] Quant à l'observatoire de M. J. Janssen, son installation (en 1893), exactement sur le point culminant (4 807 m.) ne prouve que la bonne foi du gouvernement français qui a toujours considéré que le sommet du mont Blanc se trouvait en territoire français. […] L'essentiel serait donc de nous tenir au passage de la ligne frontière au mont Blanc, ce qui permettrait d'exclure à la fois la thèse du gouvernement fasciste et celle du ministère des travaux publics ». Conforme au tracé officiel de la frontière figuré sur les conventions, cartes et procès-verbaux de délimitation en application du traité de Turin, cette troisième thèse incorpore à l'Italie la partie occidentale du triangle litigieux et à la France sa partie orientale, rendant frontaliers à la fois le mont Blanc et le mont Blanc de Courmayeur.
Le traité de Paris du 10 février 1947 rectifie en cinq points le tracé de la frontière au bénéfice de la France, mais ne fait aucune allusion au secteur du mont Blanc.

## Points de vue français et italien
Le traité de Turin de 1860 spécifie : « Du côté de la Savoie, la nouvelle frontière suivra la limite actuelle entre le Duché de Savoie et le Piémont ». La carte associée au traité de délimitation de 1861 n'est pas jugée[réf. nécessaire] assez précise et ne suit pas toujours la ligne de crête. On[Qui ?] en revient donc au texte qui est interprété de façon différente.
Pour la France, le mont Blanc a toujours[réf. nécessaire] été représenté sur le territoire de Chamonix depuis son identification au milieu du XVIIIe siècle, et cela a été traduit dans le traité de Paris lors de l'annexion de la Savoie en 1796 : « Les limites entre les États du roi de Sardaigne et les départements de la République française seront établies sur une ligne déterminée par les points les plus avancés du côté du Piémont, des sommets, des plateaux et autres lieux ci-après désignés : 1) Les sommets ou plateaux des Alpes au levant de Col-Mayor [col de la Seigne] », texte abrogé en 1815 à la chute de l'Empire français, mais qui constitue la première localisation administrative du mont Blanc.
Pour l'Italie, le traité de Paris de 1796 a été abrogé, et il faut donc se référer au principe de ligne de partage des eaux défini dans le traité d’Utrecht de 1713, qui délimite la frontière entre le Dauphiné, appartenant au royaume de France et le Piémont, appartenant à la maison de Savoie : « De manière que les sommités des Alpes et montagnes serviront à l’avenir de limites entre la France et le Piémont et que les plaines qui se trouvent sur les dites sommités et hauteurs, seront partagées et la moitié avec les eaux pendantes du côté du Dauphiné et celles du côté du Piémont appartiendront à son altesse Royale de Savoie ».
Les échanges officiels corroborent en bonne partie la présentation du CNIG ci-dessus[Où ?] : la partie italienne considère en substance, dans une note verbale du 21 novembre 1995, que la frontière passe systématiquement par la ligne de crête et que celle-ci est illustrée par la carte annexée à la convention de délimitation du 7 mars 1861. La partie française reconnaît à son tour, par note verbale du 9 mars 1998, la valeur de la convention de délimitation du 7 mars 1861, et de la carte y annexée. Elle réfute cependant le principe de la ligne de crête et interprète la carte annexée comme plaçant le mont Blanc entièrement en France[réf. nécessaire][source insuffisante].
La thèse italienne s'appuie également sur une publication d'un ancien chef du bureau des frontières de l'Institut géographique militaire italien, Guido Marrese. Publié en 1981 dans la revue de cet institut, l'article est présenté comme représentatif de la thèse italienne à l'annexe 21 du procès-verbal de la commission mixte de démarcation réunie le 21 mars 1995 à Paris. Au cours de cette même séance, la partie italienne fait tenir à la délégation française copie d'un article de 1987 de Laura et Giorgio Aliprandi qui développe et renforce les thèses italiennes,.

## La commission mixte franco-italienne
Réunie pour la première fois à Nice le 20 avril 1988, une « commission mixte franco-italienne » chargée de la maintenance du tracé de la frontière ne peut que constater la différence d'appréciation de son cours dans le secteur du mont Blanc et du dôme du Goûter. Lors de sa réunion du 24 mars 1995 à Paris, la commission mixte estime (sur proposition de la délégation française) que cette difficulté dépasse sa compétence strictement technique, et qu'il y a lieu de faire remonter le problème aux ministères des Affaires étrangères des deux États concernés.
Ayant reçu des autorités italiennes au mois de juillet 1995 un mémoire exposant leur point de vue, les autorités françaises donnent acte de cette communication lors de la réunion du 6 juin 1996 à Sanremo de la commission mixte, et informent les Italiens de leur volonté de produire dans les meilleurs délais une réponse.
Il semble qu'une réponse ait en effet été donnée peu après, par laquelle la France confirme l'existence d'une différence d'interprétation (et signale d'ailleurs une autre difficulté au col du Géant). Les exemplaires en possession de la France des cartes annexées aux traités de 1860 ayant disparu sous l'occupation allemande, un échange de documents est rendu nécessaire ; l'Italie communique aux autorités françaises une copie certifiée conforme de l'annexe au traité conservée en sa possession, tandis que la France transmet en retour une copie d'une photographie des documents disparus (réalisée en 1930).
Il ressort d'une réponse à une question écrite posée en 1999 par le secrétaire d'État italien aux Affaires étrangères que la question n'est toujours pas complètement résolue à cette date, étant entendu que « personne n'entend transformer ce problème en une dispute territoriale anachronique » et que « l'ambiance des travaux au sein de la Commission [mixte] est extrêmement amicale et inspirée par une volonté maximale de collaboration réciproque ».
L'affaire ne semblait toujours pas réglée à l'aube du troisième millénaire, puisqu'un document de la Direction générale pour l'Europe au sein du ministère des Affaires étrangères (décrivant son programme d'action pour 2001) mentionnait encore parmi les objectifs de la diplomatie italienne « la mise en route des recherches diplomatiques et historiques concernant le tracé de la frontière dans le massif du mont Blanc de façon à surmonter les divergences des cartographies officielles ».
En septembre 2015, l'installation d'une barrière de sécurité sur le glacier du Géant par le maire de Chamonix réveille le désaccord frontalier.

## Le mont Blanc sur les cartes contemporaines
Sur les cartes éditées en France par l'IGN — organisme d'État — le tracé de la frontière est celui-là même de la carte du capitaine Mieulet de 1865 : le sommet du mont Blanc y est entièrement français, ainsi que le col Major, tandis que le mont Blanc de Courmayeur y figure comme sommet frontalier.
Deux variantes existent toutefois : ainsi, la carte 1/25 000 « Mont-Blanc 1-2 » portant la mention « Dressé et publié par l'IGN en 1958 » n'attribue pas la partie française en face sud du mont Blanc à Saint-Gervais, mais à Chamonix (contrairement à l'arrêté préfectoral de 1946). Ce tracé des limites communales se retrouve également sur la Carte de localisation des phénomènes d'avalanche (CLPA) « Chamonix - Les Houches » éditée par l'IGN en 1971, ou sur la carte géologique au 1/50 000 du BRGM no 704 « Mont Blanc » basée sur une carte portant la mention « mise à jour en 1969 ». Il semble que ce n'est qu'à partir de la révision de 1980 de la carte au 1/25 000 que la face sud du sommet du mont Blanc soit attribuée à Saint-Gervais, mais en tant qu'enclave de cette commune (contrairement au tracé du cadastre ou à celui de l'arrêté de 1946 qui lui donnent un territoire d'un seul tenant).
Au contraire, sur les cartes éditées en Italie — tant celles de l'Institut géographique militaire (IGM) que celles d'éditeurs privés (Istituto Geografico De Agostini, Touring Club Italiano) — le tracé suit rigoureusement la ligne de partage des eaux, comme sur l'Atlas sarde du XIXe siècle : le sommet du mont Blanc y est donc partagé entre les deux États, le mont Blanc de Courmayeur figurant comme totalement italien.
La carte italienne éditée par l'IGM sur la frontière alpine franco-italienne est celle officiellement utilisée par l'OTAN à des fins militaires pour la défense territoriale. Elle intègre aussi les termes du traité de Turin de 1860. La carte italienne éditée par l'IGM est utilisée par les autorités de la Vallée d'Aoste pour déterminer ses limites administratives.
Les cartes suisses de l'Office fédéral de topographie couvrent aussi ce secteur (la frontière suisse passe à moins de 20 km du sommet), et après avoir suivi la « version française » du tracé de 1963 à 2018, affichent désormais la mention « statut de territoire contesté ». Les cartes suisses de 1908 à 1962 suivent quant à elles la « version italienne » alors que les versions antérieures à 1908 soit n'indiquent pas la frontière (de 1861 à 1907), soit ne couvrent pas le secteur (versions antérieures à 1861).
Les cartes allemandes et autrichiennes suivent la « version italienne » du tracé, alors que les cartes britanniques suivent la « version française »[réf. nécessaire].
Sur Internet, Microsoft Bing Cartes et Apple Plans indiquent le sommet comme partagé entre France et Italie,. Le site collaboratif libre OpenStreetMap, réalisé par des internautes bénévoles, indique quant à lui les deux interprétations de la frontière, soulignant ainsi son statut de territoire contesté. Google Maps et Google Earth indiquent aussi les deux interprétations de la frontière.
En 1999, dans le Dictionnaire de la Montagne (S. Jouty et H. Odier), publié par Arthaud à Paris, à l'entrée « Mont-Blanc », il est noté que « la limite devrait passer logiquement sur la cime ».
Dans une nouvelle série de cartes frontalières au 1/25 000 publiée conjointement par l'IGN français et l'IGM italien en 2002, la frontière est représentée dans le secteur litigieux par quelques croix très espacées afin de la rendre imprécise.

## Conclusions sur ce différend frontalier
Selon Nicolas Jacob, trois tracés de la frontière franco-italienne coexistent dans le massif : une version française (conforme à l’arrêté préfectoral de 1946 et reprise par l’IGN), qui s’inspire des dispositions du traité de 1796 et annexe à la France des versants piémontais ; une version italienne, qui se base sur les stipulations du traité de 1713 et suit la ligne de séparation des eaux ; et la délimitation légale (dont il reproduit la carte officielle), en application du traité de 1860 et correspondant entre le mont Blanc et le mont Blanc de Courmayeur à la limite communale entre Chamonix et Saint-Gervais sur l’arrêté de 1946 et à la précédente frontière postérieure à 1796.
Cette dernière attribue à la France la moitié orientale de la partie située entre le sommet du mont Blanc et le mont Blanc de Courmayeur (à l’est d’une ligne reliant les deux), et à l'Italie sa moitié occidentale (correspondant à l'« enclave de la commune de Saint-Gervais » reproduite sur les cartes de l'IGN) ainsi que les versants piémontais des dôme du Goûter et col du Géant : aussi bien le sommet du mont Blanc que le mont Blanc de Courmayeur sont ainsi frontaliers entre les deux pays.
Déjà en 1949, le topographe Charles Vallot, promoteur du topoguide français d'alpinisme dans le massif du Mont-Blanc et fils de Henri Vallot (l'un des auteurs principaux de la cartographie détaillée du massif du Mont-Blanc, cousin du géographe et alpiniste Joseph Vallot, mécène du refuge Vallot), consacra à la question « À qui appartient le Mont Blanc ? » un article détaillé dans une revue spécialisée et y conclut concernant le travail du capitaine Mieulet que « les cartes ne font pas foi en matière de délimitations internationales et que le Mont Blanc est une montagne mitoyenne qui appartient à la France et à l’Italie ».
Selon la démonstration des géographes italiens Laura et Giorgio Aliprandi, le tracé repris sur les cartes de l’IGN est erroné.
Pour l’historien français Paul Guichonnet à la page 7 de son livre La découverte du Mont-Blanc par les cartographes 1515-1925, « La France a toujours fait figurer, sur ses cartes, l'appartenance de la prestigieuse cime à son territoire national, assertion soutenue par plusieurs auteurs. Laura et Giorgio Aliprandi ont fait justice de cette théorie et écrit, de manière définitive, l'histoire de la cartographie franco-italienne du Mont-Blanc, par où passe, sans équivoque, la limite entre les deux pays », et « Le mont Blanc est la propriété indivise et mitoyenne de la France (commune de Chamonix) et de l'Italie (commune de Courmayeur). »
Il en va de même des autres zones contestées sur le même massif, d’après le même auteur et Christian Mollier.
Ces spécialistes sont rejoints par l'historien Claude Marin, selon qui nombreux sont ceux qui estiment que comme pour les autres frontières montagnardes, il est logique que ce tracé passe sur le sommet franco-italien.